# ریوسوسور
ریوسوسور (نام علمی: Rayososaurus) نام یک سرده از زیرراسته سوسمارپاشکلان است.